# Li Hui (luchadora)
Li Hui (2 de marzo de 1985) es una luchadora china de lucha libre. Compitió en dos campeonatos mundiales. Se clasificó en el puesto quinto en 2015. Ganó la medalla de bronce en campeonato asiático de 2015. Primera en la Copa del Mundo en 2012 y segunda en 2011 y 2013.  